# Streptocarpus goetzei
Streptocarpus goetzei là một loài thực vật có hoa trong họ Tai voi. Loài này được Engl. miêu tả khoa học đầu tiên năm 1901.